# Ruhpolding
Ruhpolding est une commune dans les Alpes en Bavière, en Allemagne, dans l'arrondissement de Traunstein. Chaque année, de nombreuses épreuves de la Coupe du monde de biathlon y sont organisées.
Cette localité, très fréquentée par les villégiateurs, est restée un centre de traditions populaires.

## Curiosité
La plus précieuse œuvre d'art de l'église Saint-Georges est une vierge romane du XIIe siècle.

## Village de biathlon
Ruhpolding organise chaque année, en janvier, des épreuves comptant pour la Coupe du monde de biathlon.
Considérée comme la « Mecque » du biathlon, le village dispose d'un complexe de 23 000 places, la Chiemgau Arena, 13 000 en tribune et 10 000 le long de la piste.